# Hubert Eggerickx
Ne doit pas être confondu avec l'architecte bruxellois Jean-Jules Eggericx
Hubert Eggerickx, est un architecte belge qui pratiqua successivement le style éclectique puis le style Art déco. Il fut actif dans les années 1900-1930.

## Biographie
Hubert Eggerickx a laissé des traces architecturales à Bruxelles et principalement dans la commune de Schaerbeek. Après avoir conçu des maisons de style éclectique dans la tradition plus banale de la maison bruxelloise, il évolua vers l'Art déco et construisit en ce style des maisons cosys, auxquelles l'emploi de briques rustiques disposées en parement ornemental donnent une allure caractéristique de cottage qu'accentue l'emploi de logettes triangulaires en façade, rompant la banalité des rues.

## Œuvres
- 1906 : avenue Rogier, n° 248, maison de style éclectique, signée.
- 1909 : rue Joseph Coosemans, n° 68, 70, 72 : maisons de style éclectique, signées.
- 1910 : maison rue Vandenbussche, n° 9, maison de style éclectique.
- 1928 : rue Monrose.  Maisons de style Art déco n° 47 et 51.
- 1928 : rue Monrose n° 80 et 82, deux maisons inspirées par l'art déco, qu'il construisit pour son épouse.